# Морозов, Максим Сергеевич
Максим Сергеевич Морозов (7 января 1989, Курган — 17 апреля 2022, Тюмень) — российский борец по поясной борьбе корэш, обладатель Кубка мира (2021), призёр чемпионата мира, мастер спорта России. Работал тренером в сети фитнес-клубов «Атлетик Джим», город Тюмень.

## Биография
Максим Сергеевич Морозов родился 7 января 1989 года в городе Кургане Курганской области.
В 2013 году вместе с семьей переехал из города Кургана в город Тюмень.
Спортом занимался давно. Являлся борцом сборной России по борьбе корэш, обладателем Кубка мира, призёром чемпионата мира и мастером спорта России.
Участвовал во многих международных соревнованиях .
Работал тренером в сети фитнес-клубов «Атлетик Джим», город Тюмень.
Максим Сергеевич Морозов умер в ночь на 17 апреля 2022 года в городе Тюмени Тюменской области. Причиной смерти стал оторвавшийся тромб. Прощание было 19 апреля, в траурном зале по улице Юрия Семовских, 14. Похоронен <где?>.

## Награды и звания
- Мастер спорта России, 30 июля 2020 года[8][9][5].
- Обладатель Кубка мира по поясной борьбе корэш 2021 года в категории 100 кг[10][4].
- Мастер спорта международного класса.
- Призёр чемпионата мира.
- Борец сборной России по борьбе корэш.

## Семья
Максим Морозов был женат, жена Дарья Игоревна Морозова.